# Joe Esposito
Joe "Bean" Esposito (Nova Iorque, 5 de maio de 1948) é um cantor e compositor estadunidense que fez sucesso na década de 1980.

## Carreira
Esposito iniciou a carreira nos anos 70, como integrante do grupo Brooklyn Dreams, conhecida por ter colaborado com a cantora Donna Summer na música "Heaven Knows". Aretha Franklin, Labelle, Stephen Stills e outros gravaram músicas de sua autoria.
Nos anos 80, atingiu o ápice com a balada romântica "Lady, Lady, Lady", tema do filme Flashdance, de 1983, composta por Giorgio Moroder e Keith Forsey. Outra canção emplacada por Esposito foi You're The Best, composta por Bill Conti (mesmo autor do tema do filme Rocky, com Sylvester Stallone), que integrou a trilha sonora do filme The Karate Kid, além de ter participado em 1988 em 2 duetos: com Laura Branigan na música Come Into my Life, e Brenda Russell, em Piano in the Dark. Seu último trabalho foi Treated and Released, de 1996.
Atualmente vive em Las Vegas, onde se apresenta em vários hotéis e casinos. Esposito compõe também músicas para filmes e televisão. 
É pai do jogador de beisebol Mike Esposito, que atua como pitcher do Colorado Rockies.

## Discografia
Álbuns de estúdio
- 1983 - Joe Esposito
- 1987 - Joe
- 1996 - Treated and Released

Trilhas sonoras
- 1978 - American Hot Wax: Com Brooklyn Dreams - interpretada como Kenny Vance e The Planotones
- 1980 - Foxes: "Shake It" interpretada por The Brooklyn Dreams
- 1980 - Zapped!' interpretando: "Updikes Theme" - Joe "Bean" Esposito
- 1983 - Flashdance interpretando: "Lady, Lady, Lady" - Joe "Bean" Esposito
- 1983 - Staying Alive: "Hope We Never Change", "Moody Girl", "I'm Never Gonna Give You Up", "The Winning End"
- 1984 - The Karate Kid interpretando: "You're the Best" - Joe "Bean" Esposito
- 1984 - Lovelines interpretando: "A Time Like This Again" - Joe "Bean " Esposito
- 1984 - Thief of Hearts interpretando: "Just Imagine (Way Beyond Fear) - Joe "Bean" Esposito
- 1984 - 3:15 - The Moment of Truth interpretando: "Unknown Title" - Joe "Bean" Esposito
- 1988 - Coming To America interpretando: "Come Into My Life" - Joe "Bean" Esposito e Laura Branigan